# Accès aux dossiers des contraventions
Pour les articles homonymes, voir ADOC.
Accès aux dossiers des contraventions (ADOC) est un fichier de la police française créé par un arrêté du 13 octobre 2004. Il centralise les données de l'Agence nationale de traitement automatisé des infractions (ANTAI).

## Principe
Le fichier ADOC permet aux officiers de police judiciaire, agents de police judiciaire et agents de police judiciaire adjoint, de consulter les données enregistrées lors de la constatation des infractions selon la procédure de l'amende forfaitaire, à savoir les contraventions et les délits. Historiquement, ce fichier servait à enregistrer les contraventions routières constatées à l'aide des systèmes automatiques (radars de vitesse, radars de feu rouge) ou par les agents verbalisateurs.

## Infraction de non-respect du confinement
Lors de la pandémie de Covid-19, le fichier ADOC est consulté illégalement par les forces de l'ordre, en raison d'une « anomalie dans le dispositif policier mis en place par le ministère de l'intérieur pour contrer l'épidémie due au coronavirus ». Afin de constater la réitération de l'infraction de non-respect du confinement, qui devient un délit à partir de quatre violations en trente jours, les forces de police étaient amenées à consulter le fichier ADOC, « destiné aux infractions routières et non pour les contraventions de 4e catégorie ».
Arguant d'un usage détourné du fichier, des avocats obtiennent la relaxe de prévenus dans diverses affaires en France, notamment à Rennes, ou à Chalon-sur-Saône.
En réponse, le ministère de la Justice a modifié l'arrêté du 13 octobre 2014. Désormais, le fichier ADOC permet d'enregistrer l'ensemble des infractions constatées selon la procédure l'amende forfaitaire, contraventions et délits. La modification est entrée en vigueur le 17 avril 2020.